# Laticifere
Laticiferen oder Safthyphen sind milchsaftführende Hyphen von Pilzen, sie kommen bei Ständerpilzen vor, deren Fruchtkörper bei Verletzung Saft absondern, was z. B. für die Gattungen Milchlinge und Fistulina charakteristisch ist. Bei der Familie der Täublingsartigen werden sie meist als Lactiferen bezeichnet und können das Hut-, Stiel- oder Lamellentrama durchziehen. Manchmal werden die Safthyphen nicht von Gloeopleren unterschieden, die jedoch keine wahrnehmbaren Ausflüsse zeigen. Zusammengefasst können beide als Heteropheren bezeichnet werden.
Als Laticifer werden ebenfalls Pflanzenzellen bezeichnet, die Latex oder Kautschuk als Sekundärmetabolite produzieren.